# Steyr-Mercedes SML 14H 256
| Steyr-Daimler-Puch AG                  | Steyr-Daimler-Puch AG                   |
| -------------------------------------- | --------------------------------------- |
| SML 14H 256                            |                                         |
| Überlandbus Steyr-Mercedes SML 14H 256 |                                         |
| Hersteller:                            | Steyr-Daimler-Puch AG                   |
| Hersteller Fahrwerk:                   | Mercedes-Benz                           |
| Bauart:                                | Überlandbus                             |
| Produktionszeitraum:                   | 1975–1986                               |
| Achsen:                                | 2                                       |
| Motor:                                 | Mercedes-Benz OM 402                    |
| Leistung:                              | 256 PS                                  |
| Getriebe Schnellgang-Ausführung:       | ZF-Synchron-Sechsgang-Getriebe S 6-65   |
| Getriebe Berggang-Ausführung:          | ZF-Allklauen-Sechsgang-Getriebe AK 6-65 |
| Länge (mm):                            | 11.293                                  |
| Breite (mm):                           | 2.500                                   |
| Höhe (mm):                             | 3.070                                   |
| Sitzplätze:                            | 51                                      |
| Stehplätze:                            | 37                                      |
| Gewicht (kg):                          | 16.000                                  |
| Vorgängermodell:                       | Steyr SL 12H 210                        |
| Nachfolgemodell:                       | Steyr SL 11 HUA 280                     |
| Ähnliche Modelle:                      | Mercedes-Benz O 303                     |

Der Steyr-Mercedes Linienbus (SML) ist ein 14-reihiger Heckmotor-Omnibus mit dem 256 PS starken V8-Dieselmotor Mercedes-Benz OM 402, Kurzbezeichnung SML 14H 256. Gebaut wurde er auf Mercedes-Benz-O-303-Fahrwerken von Steyr Daimler Puch in Wien-Simmering.

Der SML hieß bei Daimler-Benz O 303 14 UEP. Hier bedeutete 14 ebenso die Anzahl der Sitzreihen, UE stand für Überland und P für Podest, d. h., das Fahrzeug wurde bis zur Podesthöhe bei Daimler-Benz als CKD-Bausatz gefertigt.

## Beschreibung
Zwischen 1976 und 1986 wurden insgesamt 998 Exemplare des Linienbusses an die österreichische Post sowie den ÖBB-Kraftwagendienst (KWD) ausgeliefert. Mindestens 14 weitere Fahrzeuge gingen an private Abnehmer.
Die Länge beträgt 11.293 mm, die Breite 2.500 mm und der Radstand 5.623 mm. Er ist voll luftgefedert mit Starrachse vorn und erreicht mit einem 6-Gang-Schaltgetriebe 102 km/h. Die (beiden) doppeltbreiten Außenschwingtüren haben je 1.100 mm Breite. Der Bus bietet 51 Sitz- und 37 Stehplätze, der Kofferraum zwischen den Achsen fasst 6 m³.
Legendär ist an dem SML der kraftvolle V8-Daimler-Benz-Dieselmotor mit charakteristischem Motorgeräusch aus dem Doppelrohrauspuff. Gemeinsam mit dem Gräf & Stift GSÜH240M12 war er der erste luftgefederte Omnibus bei Post und Bahn in Österreich. Aber auch das mechanische ZF-Schaltgetriebe und der kurze Radstand, und damit die Wendigkeit, wurden geschätzt. Daher waren die Busse sehr gut für Bergstrecken geeignet, wo sie auch als Skibus eingesetzt wurden. Einsatzorte sind etwa der Großvenediger in Österreich oder die Gebirgsstraßen in Bosnien.

## Abnehmer
Die erste Auslieferung an die österreichische Post erfolgte am 22. März 1976 mit PT 12.561, die letzte im September 1986 mit PT 14.005. Insgesamt hat die österreichische Post 614 Fahrzeuge zwischen 1976 und 1986 erhalten. Die Steyr-Fahrgestellnummer für Fahrzeuge der österreichischen Post begann mit 539 und nach einem Bindestrich folgte der laufende Zähler beginnend mit 1. Daneben besaß jedes Fahrzeug auch eine 14-stellige Mercedes-Benz-Fahrgestellnummer als Schlagzahl im Fahrgestell (beginnend mit 301224). Diese wurde jedoch leider nicht in den Fahrzeugpapieren verzeichnet.

Die Lieferung erfolgte auf folgende Baujahre verteilt:
| Jahr             | 1976          | 1977 | 1978          | 1979                                                           | 1980                        | 1981                        | 1982                                      | 1983                                             | 1984                                                                  | 1985                                      | 1986                                      |
| Auslieferungen   | 6             | 0    | 70            | 64                                                             | 59                          | 60                          | 82                                        | 67                                               | 79                                                                    | 73                                        | 55                                        |
| Kennzeichen PT … | 12.561–12.566 | -    | 12.848–12.917 | 12.977–12.988 12.991–13.012 13.022–13.048 13.097–13.098 13.104 | 13.105–13.153 13.157–13.166 | 13.226–13.282 13.349–13.351 | 13.358–13.402 13.431–13.455 13.476–13.487 | 13.537–13.548 13.553–13.604 13.607–13.608 13.612 | 13.636–13.670 13.679–13.714 13.732–13.733 13.750–13.753 13.756–13.757 | 13.758–13.769 13.771–13.792 13.801–13.839 | 13.889–13.911 13.913–13.937 13.999–14.005 |

Die österreichischen Bundesbahnen präsentierten ihren ersten SML im Zuge der Verkehrsleitertagung bereits am 21. Jänner 1976. Der erste SML der Bahn wurde am 7. Mai 1976 mit dem Kennzeichen BB 4.601 angemeldet. Die Auslieferung endete am 24. April 1986 mit BB 4.984. An die Bahn wurden zwischen 1976 und 1986 insgesamt 384 Fahrzeuge ausgeliefert. Die Steyr-Fahrgestellnummer für Fahrzeuge der österreichischen Bundesbahnen begann mit 538 und nach dem Bindestrich folgte wieder der laufende Zähler beginnend mit 1.

Die Lieferung erfolgte auf folgende Baujahre verteilt:
| Jahr             | 1976        | 1977        | 1978        | 1979        | 1980        | 1981        | 1982        | 1983        | 1984        | 1985        | 1986        |
| Auslieferungen   | 4           | 26          | 66          | 45          | 37          | 40          | 39          | 45          | 37          | 33          | 12          |
| Kennzeichen BB … | 4.601–4.604 | 4.605–4.630 | 4.631–4.696 | 4.697–4.741 | 4.742–4.778 | 4.779–4.818 | 4.819–4.857 | 4.858–4.902 | 4.903–4.939 | 4.940–4.972 | 4.973–4.984 |

Zudem hat die Bahn drei SML später gebraucht von der Post übernommen, zunächst BB 4.985 (ex PT 13.810) und BB 4.986 (ex PT 13.917), später noch BB 8.001 (ex PT 13.705).
Die größten Abnehmer neben Post und Bahn waren die Verkehrsbetriebe Gruber GmbH & Co KG in Grafendorf bei Hartberg und die Österreichische Mineralölverwaltung in Wien mit jeweils fünf Fahrzeugen. Weitere Neufahrzeuge erhielt die Bundesgendarmerie, ein Werksbus verblieb bei der Firma Steyr. Die Ramseller Verkehrsgesellschaft, ein Busunternehmen in Matrei am Brenner, die Firmen Theo Jaki und Franz Wennesz in Andau zählten ebenso zu den Neukunden der Firma Steyr.
Die Steyr-Fahrgestellnummer für Fahrzeuge an private Kunden begann mit 540. Nur der Steyr-Werksbus hatte eine ÖBB-Fahrgestellnummer 538-290. Nach einem Bindestrich folgte auch hier eine fortlaufende Nummer, die für die SML bei 540-14 (Fa. Gruber) begann und bei 540-27 (Gendarmerie - Wien) endete.

## Varianten
Es gab eine Variante mit einflügeliger einfachbreiter Vordertür sowohl in Linienausführung als auch als Fernlinienbus. Diese wurden jedoch nur in sehr geringer Stückzahl beschafft.
Die Fernlinienvariante besaß u. a. Belüftung, Beleuchtung, Vorhänge und Schiebefenster an jedem Sitzplatz. Außerdem wurden komfortable Reisesitze und bereits ein Reiseleitersitz verbaut.
Den Fernlinienbus gab es auch schon vor dem Face-Lifting. Ein seltenes Beispiel dafür ist PT 13.608, der heute als Schülerbus in Bosnien verkehrt, Baujahr 1983, Fahrgestellnummer 539-376.
Ein Beispiel für die Linienausführung mit schmaler, einflügeliger Vordertür ist PT 13.733, VIN 539-449, Baujahr 1984, der heute bei Travnik Trans in Travnik, Bosnien, im Linieneinsatz ist.
Vereinzelt wurden SML auch ab Werk in einer Berggang-Ausführung mit speziellem ZF Allklauen-Sechsgang-Schaltgetriebe AK 6-65 geordert.

## Modellpflege
Wie beim Mercedes-Benz O 303 erfolgte 1983 eine Modellpflege mit neuem Cockpit, grauer Kunststoffverkleidung der Scheinwerfer, dunkler getönten Scheiben und u. a. dem Einbau eines Retarders. Vor der Modellpflege hatten lediglich einige Fahrzeuge Wirbelstrombremsen erhalten, die regelmäßig in steilem Gelände zum Einsatz kamen. Die zuvor verchromten Scheibeneinfassungen und -rahmen wurden ab der Modellpflege in schwarz ausgeliefert.
Bei der Bahn begann die Modellpflege am 8. August 1983 mit BB 4.887, Steyr-Fahrgestellnummer 538-287, also dem 287. Fahrzeug für die Bahn. Die österreichische Post startete die Modellpflege am 3. Oktober 1983 mit PT 13.590, Steyr-Fahrgestellnummer 539-392, daher dem 392. Wagen für die Post.

## Vorgänger und Nachfolger
Sein Vorgänger war der Steyr SL 12H 210, der von 1968 bis 1978 auch von Saurer und Gräf & Stift gebaut wurde, nicht jedoch unter Beteiligung von Mercedes-Benz. Sein Nachfolger war der Steyr SL 11 HUA 280, der unter dieser Bezeichnung von 1986 bis 1992 gebaut wurde. Die ersten Prototypen des Nachfolgers wurden 1984 unter der Bezeichnung SL 11 HUA 250 hergestellt. 1988 wurde beim Nachfolger der Steyr-Motor 9 FUA durch den Daimler-Benz-Motor OM 447 hLA ersetzt. Ab 1992 erhielt der Nachfolger ein Volvo B-10-B-Fahrgestell und wurde als Volvo/Steyr SL 12 HUA 285 weiter vertrieben.

## Verbleib
Aufgrund von Sparmaßnahmen wurde weder bei der Bahn noch bei der Post ein SML „historisch“ erhalten.
In Österreich sind nur noch vier Fahrzeuge bekannt:
- Ein Schibus (ex. Österreichische Post, PT 13.810, VIN 539-554) war bei Steiger-Reisen in Neukirchen am Großvenediger[5]. Dieser Bus befindet sich heute zur originalgetreuen Restauration bei der OBK Omnibuskraftverkehr KG.[6]
- Das originale Gruber Verkehrsbetriebe Fahrzeug in Hartberg (VIN 540-19), Baujahr 1982, steht mittlerweile abgemeldet mit Getriebeschaden zum Verkauf.[7]
- Ein Oldtimer (ex Österreichische Post, PT 13.935) hatte es zunächst zu einem Sammler nach Oberösterreich geschafft. Eine originale Restauration war langfristig geplant. Es handelte sich um den ehemals in Vorarlberg stationierten Postbus, der als österreichweiter Museumsbus der Post vorgesehenen war. Dieser Bus hatte zwischenzeitlich mehrfach den Besitzer gewechselt. Unter anderem war er auch mehrere Jahre bei Red Bull für einen Umbau vorgesehen. Mittlerweile wurde der Bus jedoch leider 2018 verkauft und über Hamburg nach Afrika exportiert.
- Als Wohnbus hat ebenfalls in Oberösterreich der PT 13.640, VIN 539-412, ex Post zumindest bis 2018 abgemeldet überlebt.
- Außerdem gibt es noch einen SML, Baujahr 1977, als Racing-Transporter in Parndorf im Burgenland.[8]

In Deutschland war in Horb die Restauration von zwei originalen ÖBB-Bussen als Bahnbus-Oldtimer geplant.
- Dabei handelte es sich zum einen um BB 4.767, ex ÖBB, VIN 538-167, Baujahr 1980 in Erstausführung. BB 4.767 wurde 2016 fertiggestellt und steht unter obk.at für Sonderfahrten zur Verfügung.[9]
- Der zweite noch zu restaurierende SML ist BB 4.919, ex ÖBB, VIN 538-320, Baujahr 1984, Face-Lifting. Bei BB 4.919 handelt es sich um den ehemals designierten Tiroler Museumsbus der Bahn. Seine Restauration ist zumindest langfristig zur Verstärkung des angemeldeten ex. BB 4.767 geplant.

In Horb existierte auch noch bis zum 31. Oktober 2014 der ehemalige Postbus PT 13.786, VIN 539-512, Baujahr 1985, bevor dieser aufgrund seines schlechten Zustandes zur Ersatzteilgewinnung verschrottet und durch PT 13.662, VIN 539-482, Baujahr 1984 im April 2015 ersetzt wurde. Zwischenzeitlich wurde Anfang September 2019 aufgrund des schlechten Zustandes auch PT 13.662 bereits weitestgehend zur Ersatzteilgewinnung zerlegt.
Außerdem existiert noch ein angemeldeter SML in Nordrhein-Westfalen (ex Österreichische Post, PT 12.890, VIN 539-71): Zegra Spargel, Waldfeucht (Feldarbeiterverkehr), Kennzeichen HS-ZE 39 (ex Stemmler Kastellaun).
Des Weiteren gibt es noch einige erhaltene Fahrzeuge unter anderem im ehemaligen Jugoslawien und in Russland.

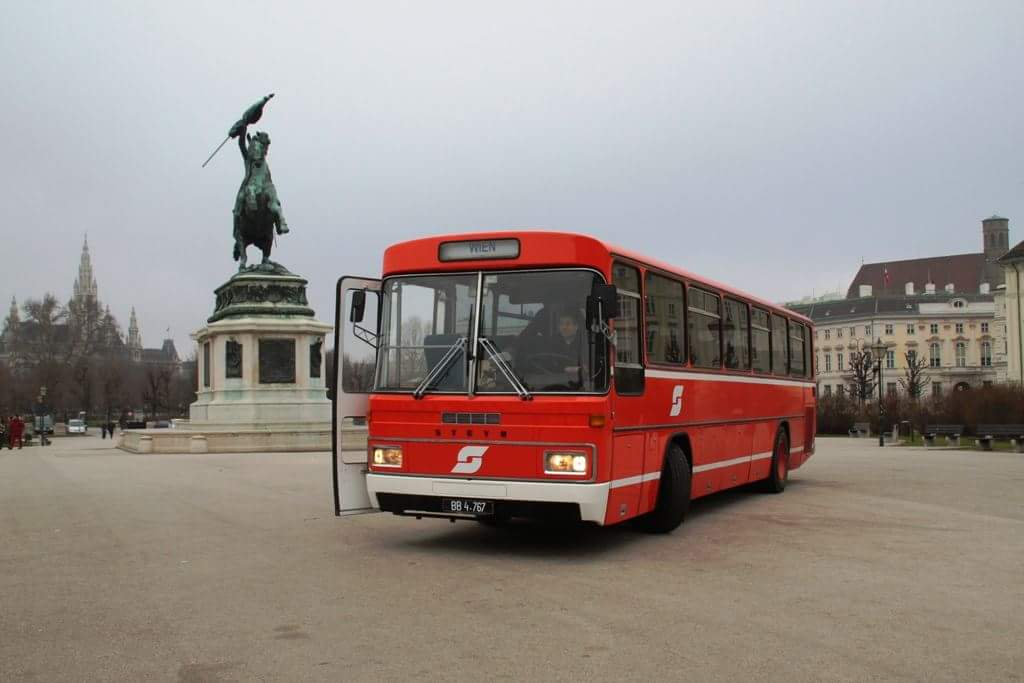
Erstausführung BB 4.767 nach seiner Restauration (2013–2015) am 14. Februar 2016 in Wien
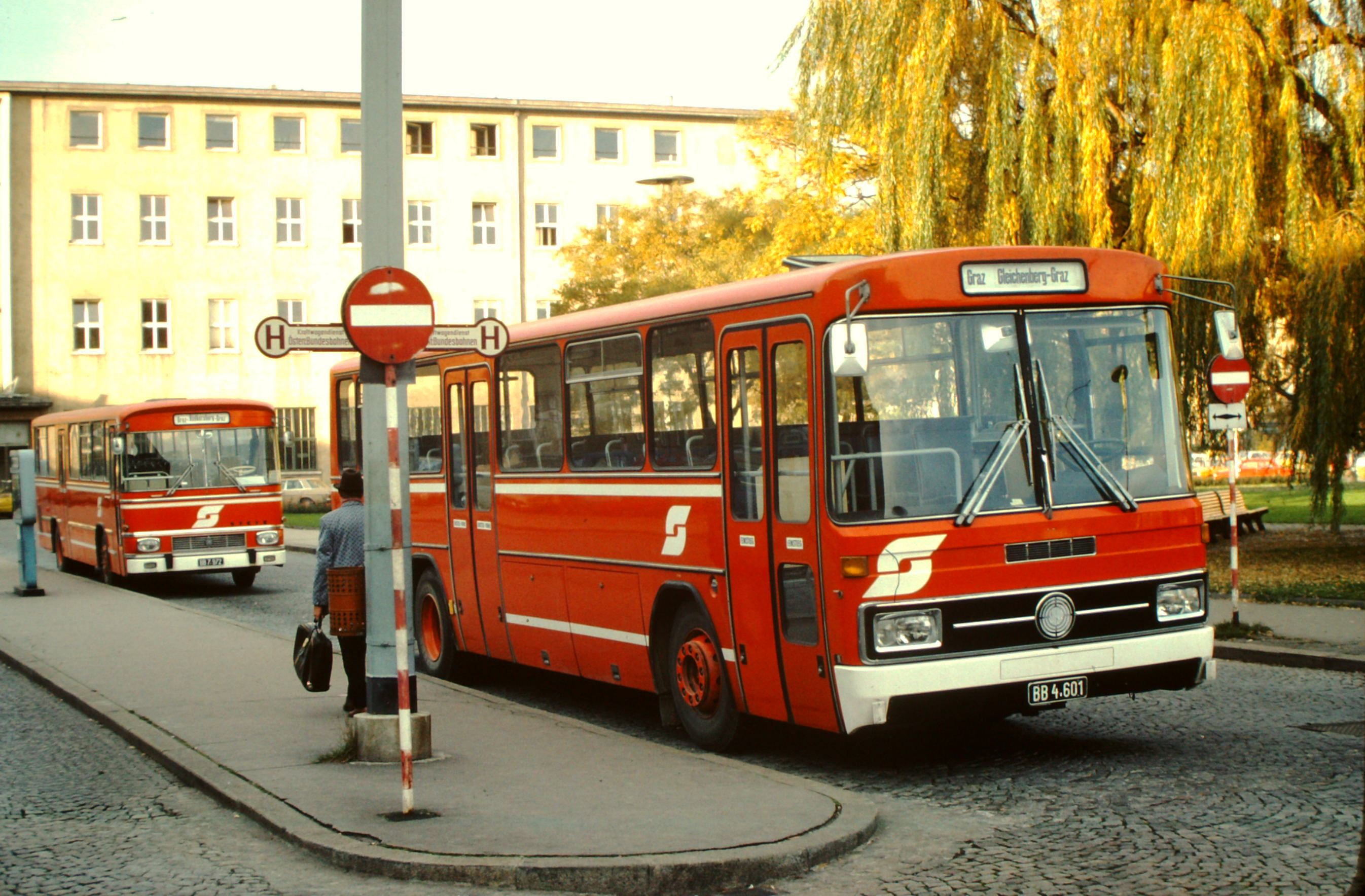
ÖBB KWD Steyr-Mercedes SML 14H 256, Prototyp BB 4.601
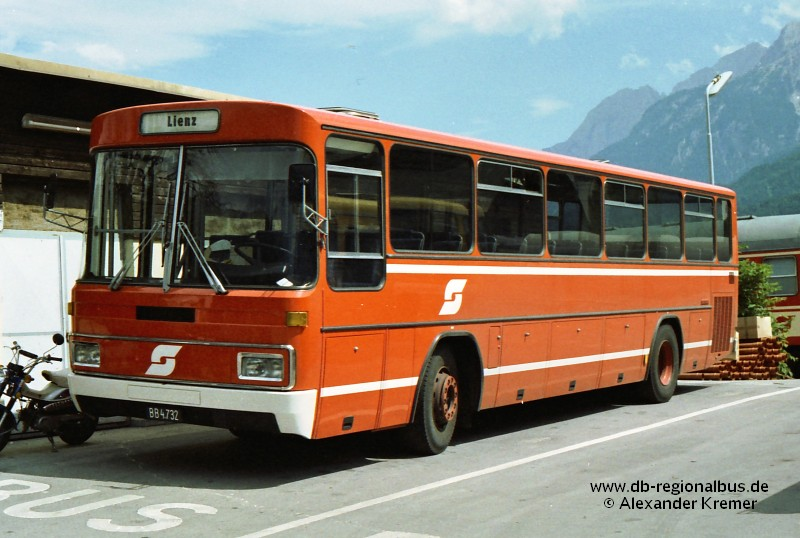
Steyr-Mercedes SML 14H 256, BB 4.732, Baujahr 1979
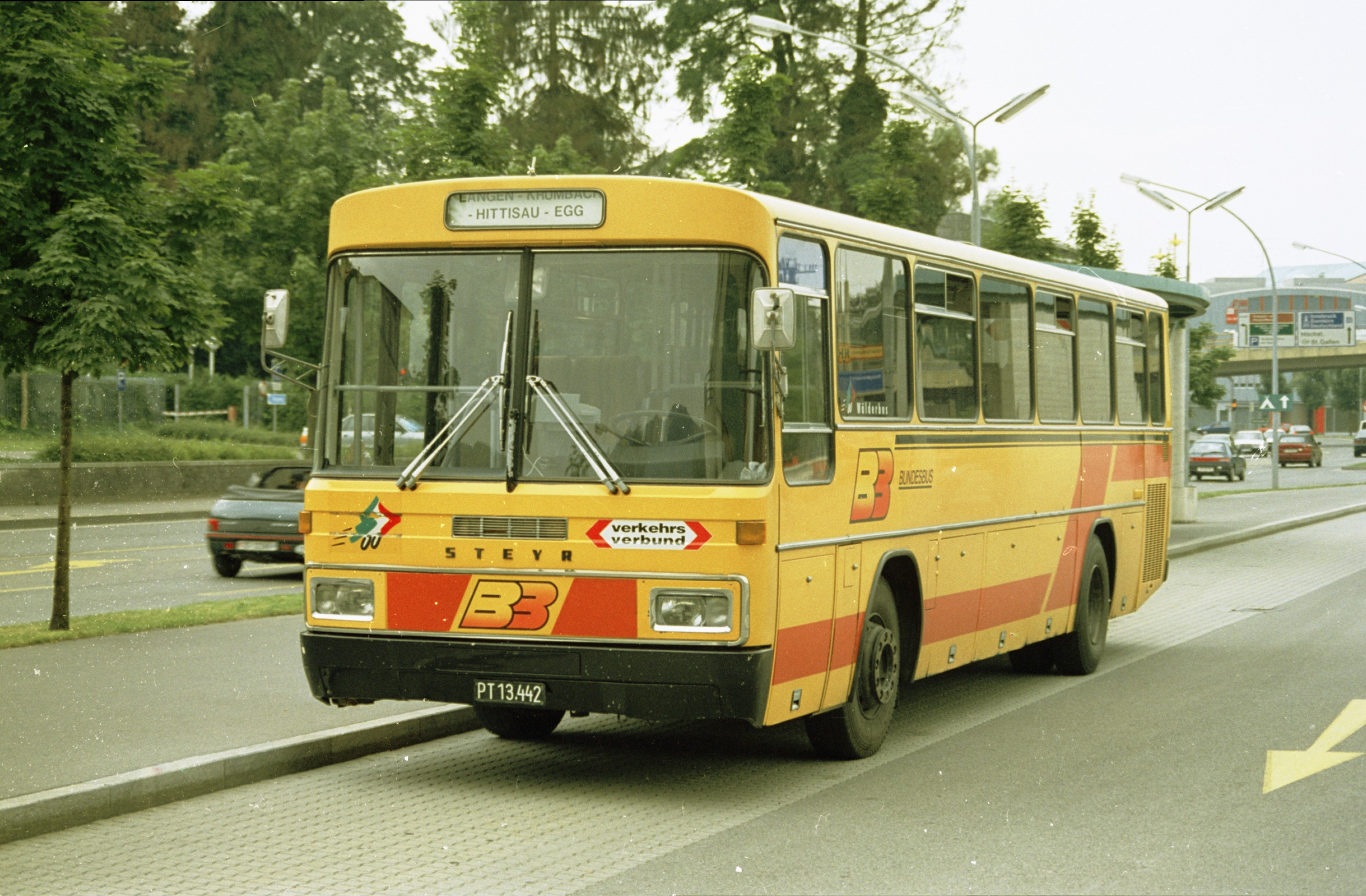
Steyr-Mercedes SML 14H 256 PT 13.442, Baujahr 1983, 1994 am Bahnhof in Bregenz in Bundesbus-Post-Mischoutfit
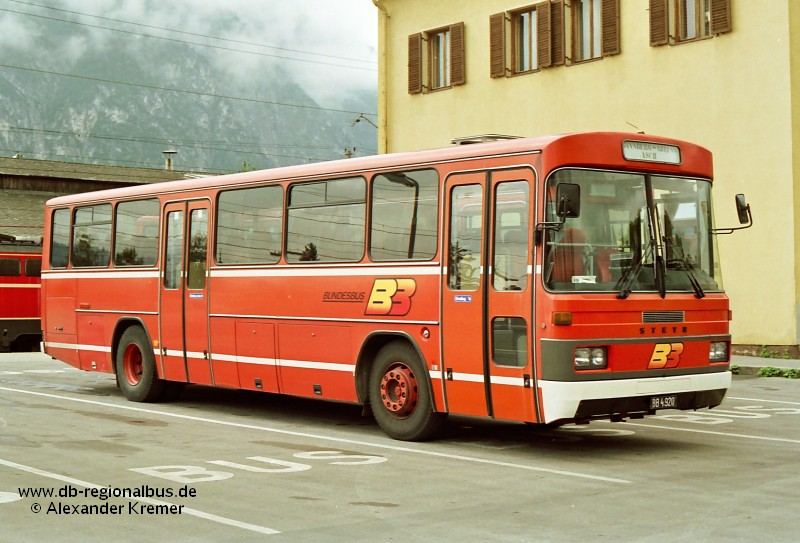
Steyr-Mercedes SML 14H 256, BB 4.920, Baujahr 1984
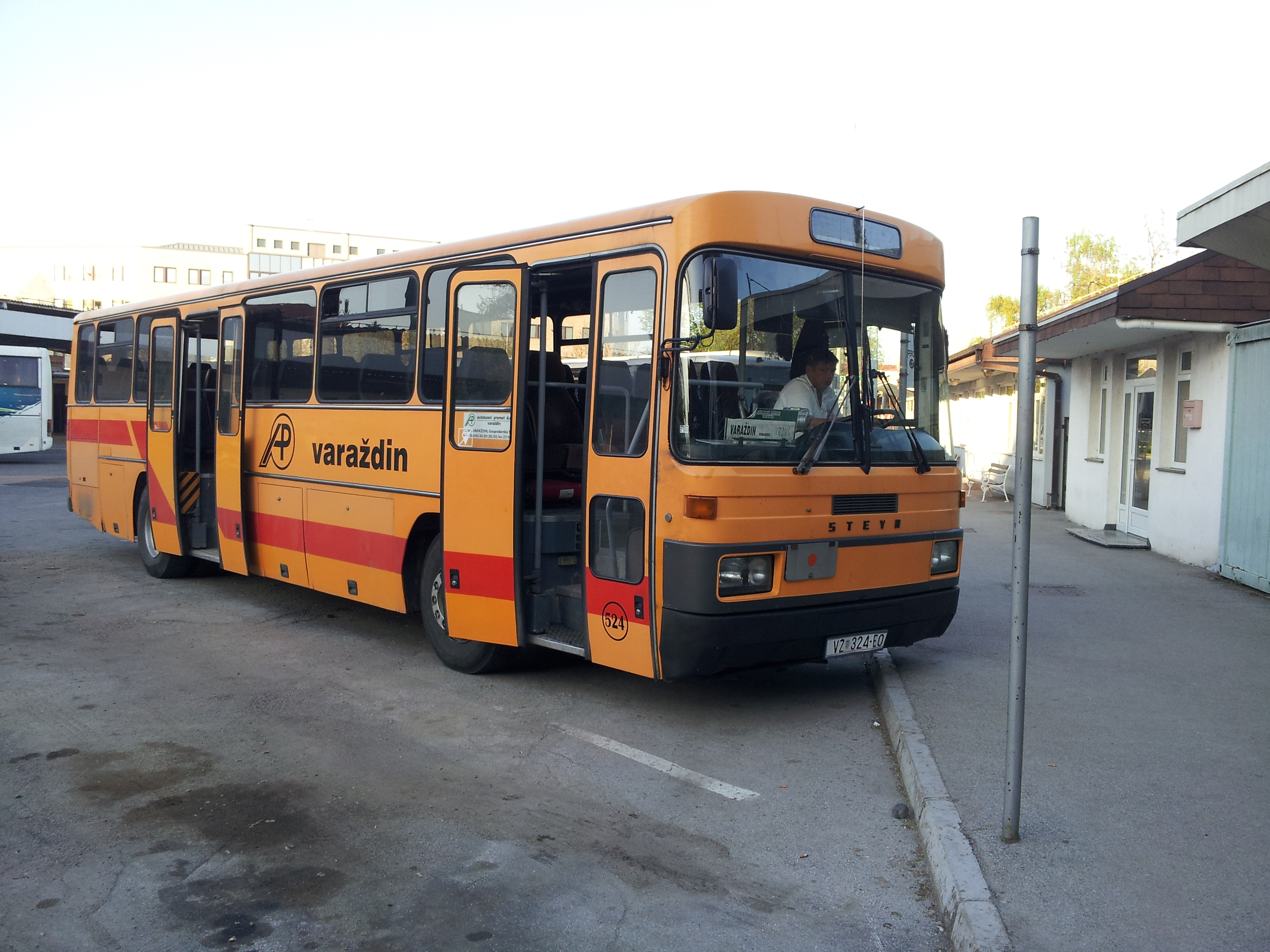
SML 14H 256 Face-Lifting, Baujahr 1986
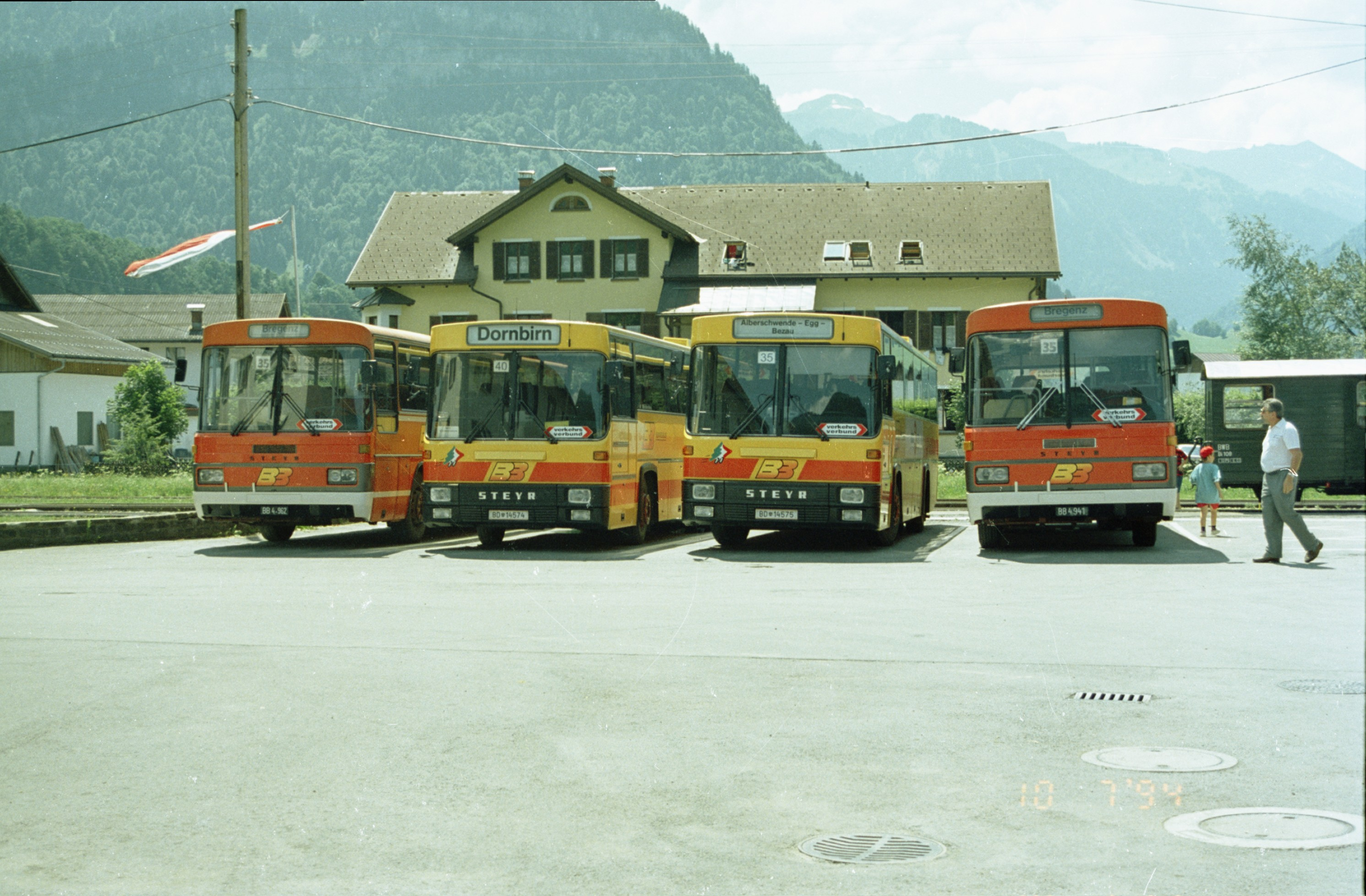
Zwei SML der ÖBB (BB 4.962 und BB 4.941) umrahmen zwei ihrer Nachfolger
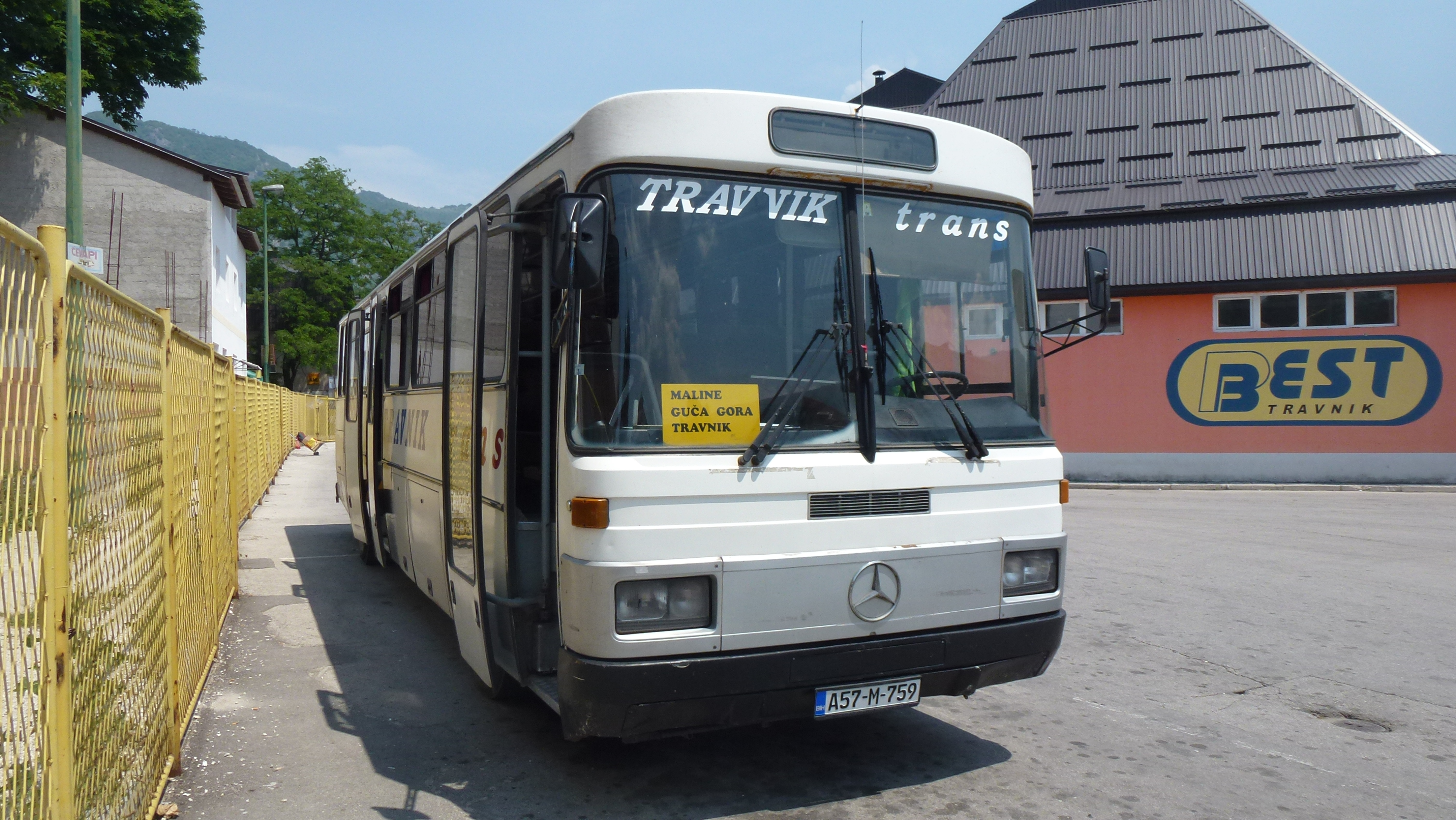
SML 14H 256, PT 13.733, mit einflügeliger Vordertür, Baujahr 1984
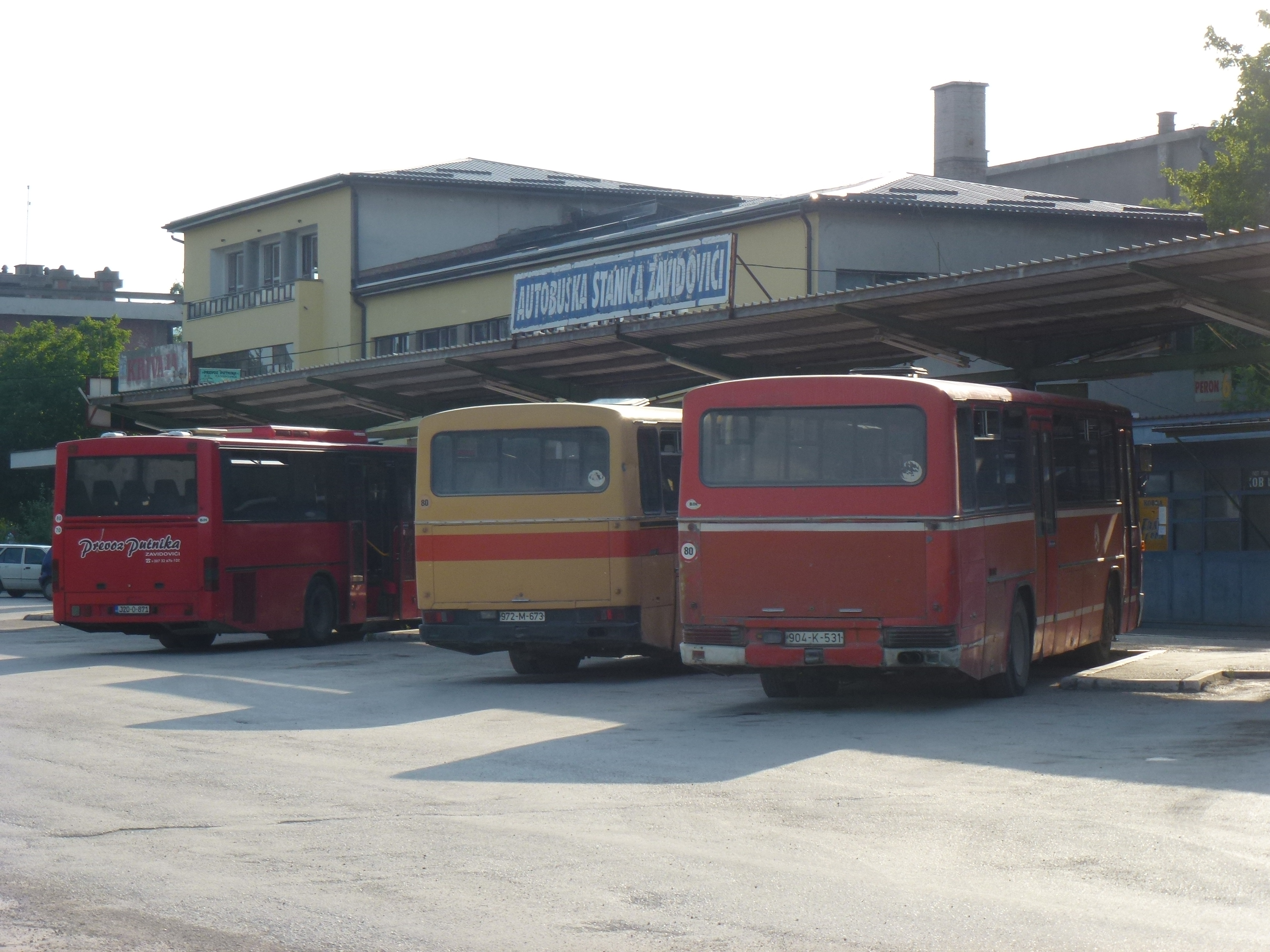
SML 14H 256, 2013 in Bosnien